# Uissigheim (Adelsgeschlecht)

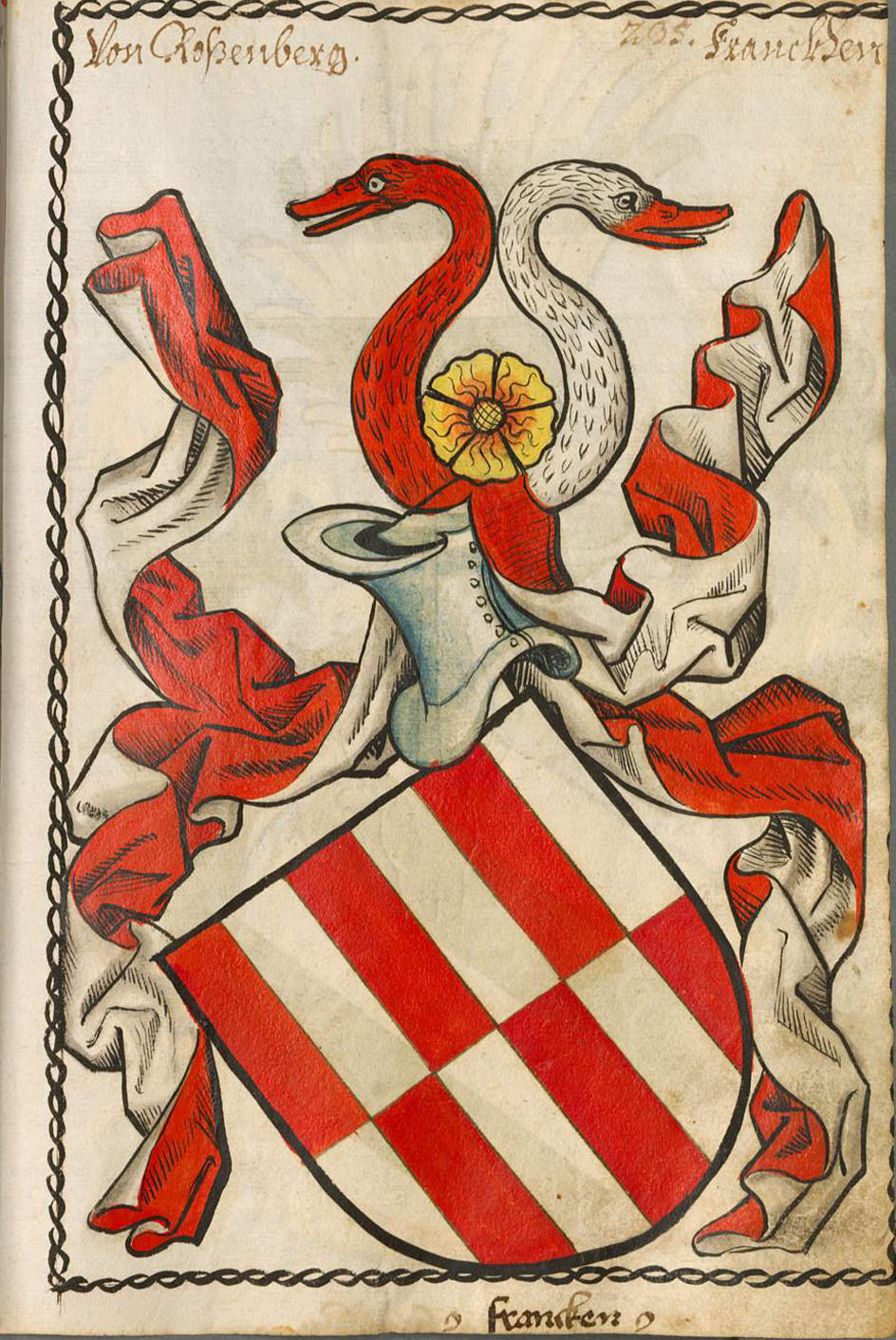
Wappen derer von Uissigheim (später von Rosenberg) im Scheiblers Wappenbuch

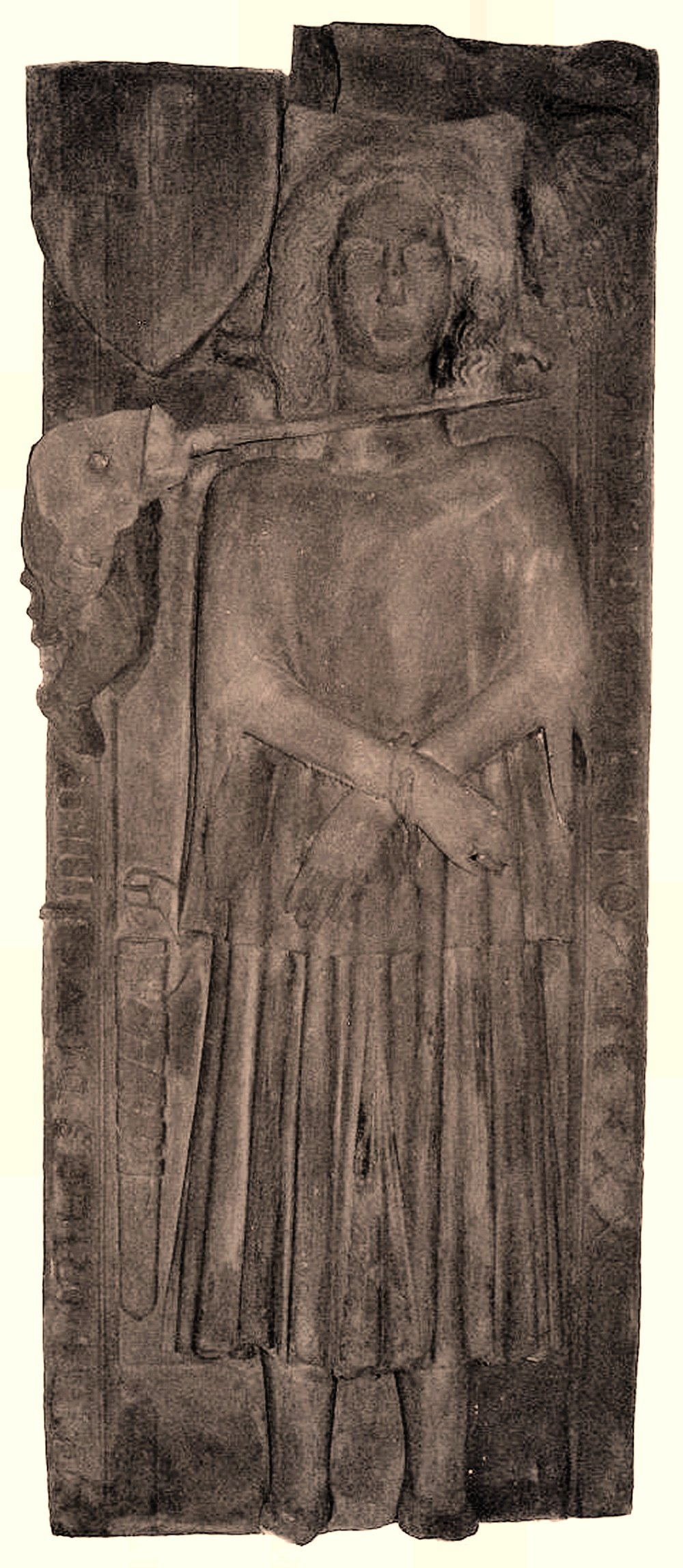
Epitaph von Ritter Arnold III. mit Wappen in Uissigheim

Die Familie von Uissigheim war ein fränkisches Adelsgeschlecht.

## Geschichte
Namensgebender Sitz der Familie, die auch in der Schreibweise Ußicksheim bekannt ist, war die Burg Uissigheim in Uissigheim. Aus der Familie ist die wappengleiche Familie von Rosenberg hervorgegangen, die sich nach ihren Besitzungen in Rosenberg benannte. Aufgrund ihrer Besitzungen waren die Uissigheimer im Ritterkanton Odenwald und Rhön-Werra organisiert. Der Genealoge Johann Gottfried Biedermann beschrieb den Familienstammbaum.
Laut einem Codex mit der Aufschrift „Nr. 5. Liber copiarum A.“ findet sich unter dem Datum 18. März der Eintrag „Arnoldus de Ussengheim senior — dictus Goltstein“, was vermuten lässt, dass die Herren von Goltstein und die Herren von Uissigheim gemeinsamen Ursprungs sind.

## Persönlichkeiten
- Arnold III. von Uissigheim († 1336), Ritter

## Wappen
Das Wappen ist geteilt und fünfmal gespalten. Die obere Hälfte zeigt abwechselnd sechs rote und silberne Rechtecke, die untere Hälfte abwechselnd sechs silberne und rote Rechtecke.